# E75 (európai út)
Az E75 egy európai út, amely a norvégiai Vardøtől indul és a görögországi Piraeusz (Pireász - Πειραιεύς) kikötőjéig tart, majd onnan hajóval a görögországi Kréta szigetén Chania (Souda) kikötőjétől halad Szitia városáig.

## Nyomvonal
Vardø – Vadsø – Nesseby – Varangerbotn – Tana – Utsjoki – Inari – Ivalo – Sodankylä – Rovaniemi – Kemi – Oulu – Jyväskylä – Heinola – Lahti – Helsinki – (tengeren keresztül, nincs kapcsolat) – Gdańsk – Toruń – Łódź – Piotrków Trybunalski – Radomsko – Częstochowa - Katowice – Bielsko-Biała - Zsolna – Pozsony – Győr – Budapest – Kecskemét - Szeged – Szabadka – Újvidék – Belgrád – Niš – Leskovac – Vranje – Kumanovo – Szkopje – Velesz – Gevgelija – Szaloniki – Lárisza – Lamia – Athén - (tengeren keresztül, nincs kapcsolat) - Chania – Iráklio – Agios Nikolaos – Sitia

## Magyarországi szakasza
A magyar-szlovák határt átlépve Rajkánál érkezik, az M15-ös és M1-es autópályán Budapestig jön. Budapest legbelsőbb részeit elkerülve az M0-s autóúton, innen az M5-ös autópályán autópályán éri el a magyar-szerb határon található röszkei határátkelő helyet.

## Képek

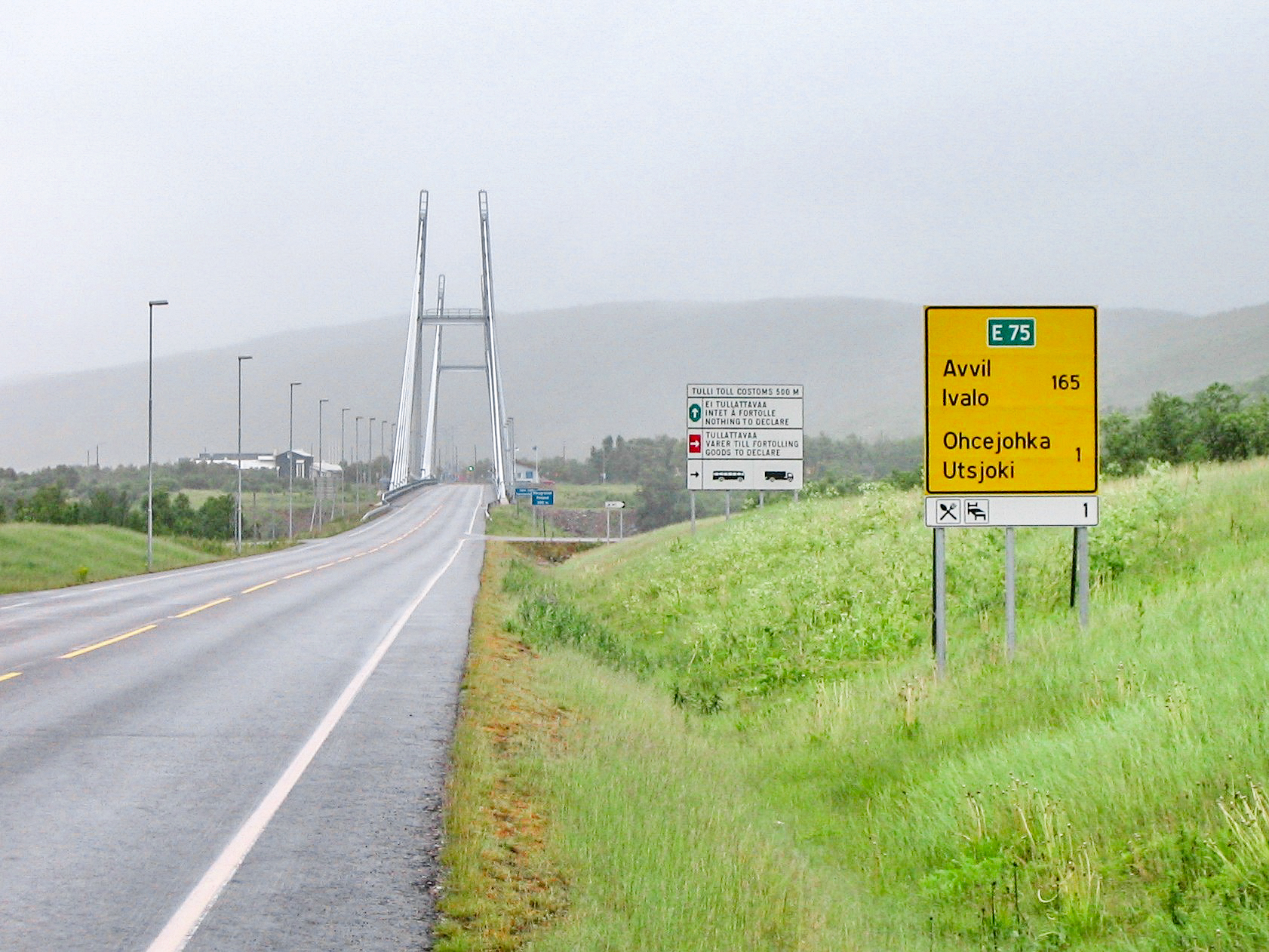
Az E75 a norvég-finn határon
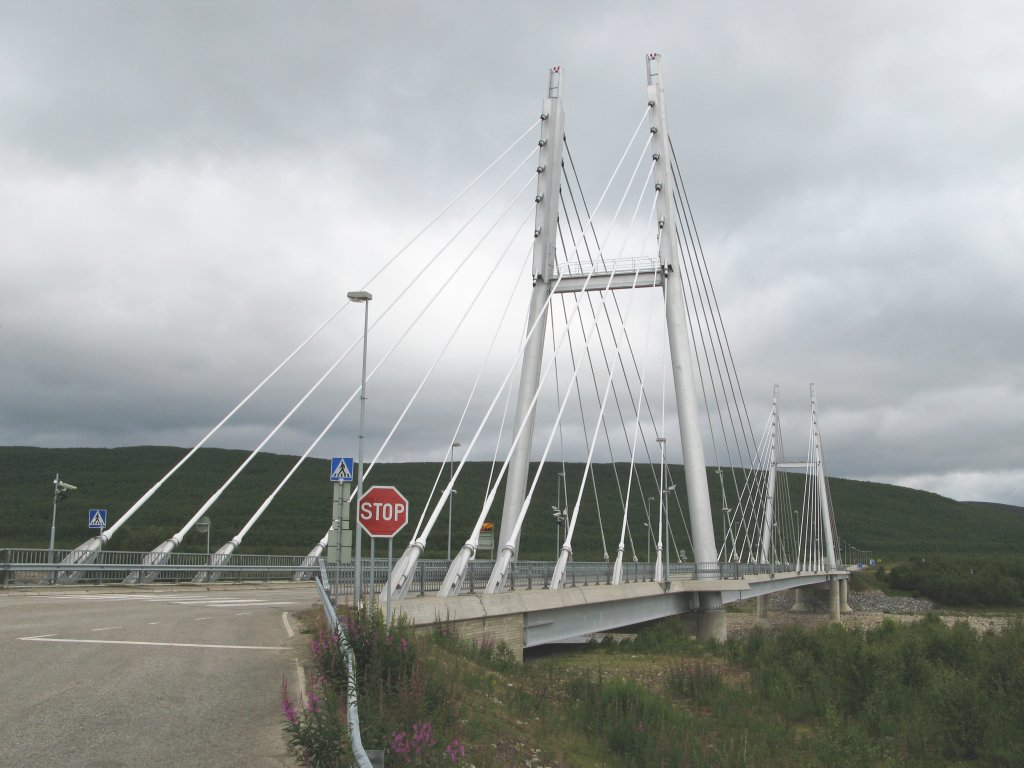
Az E75 a Számi hídnál a norvég-finn határon
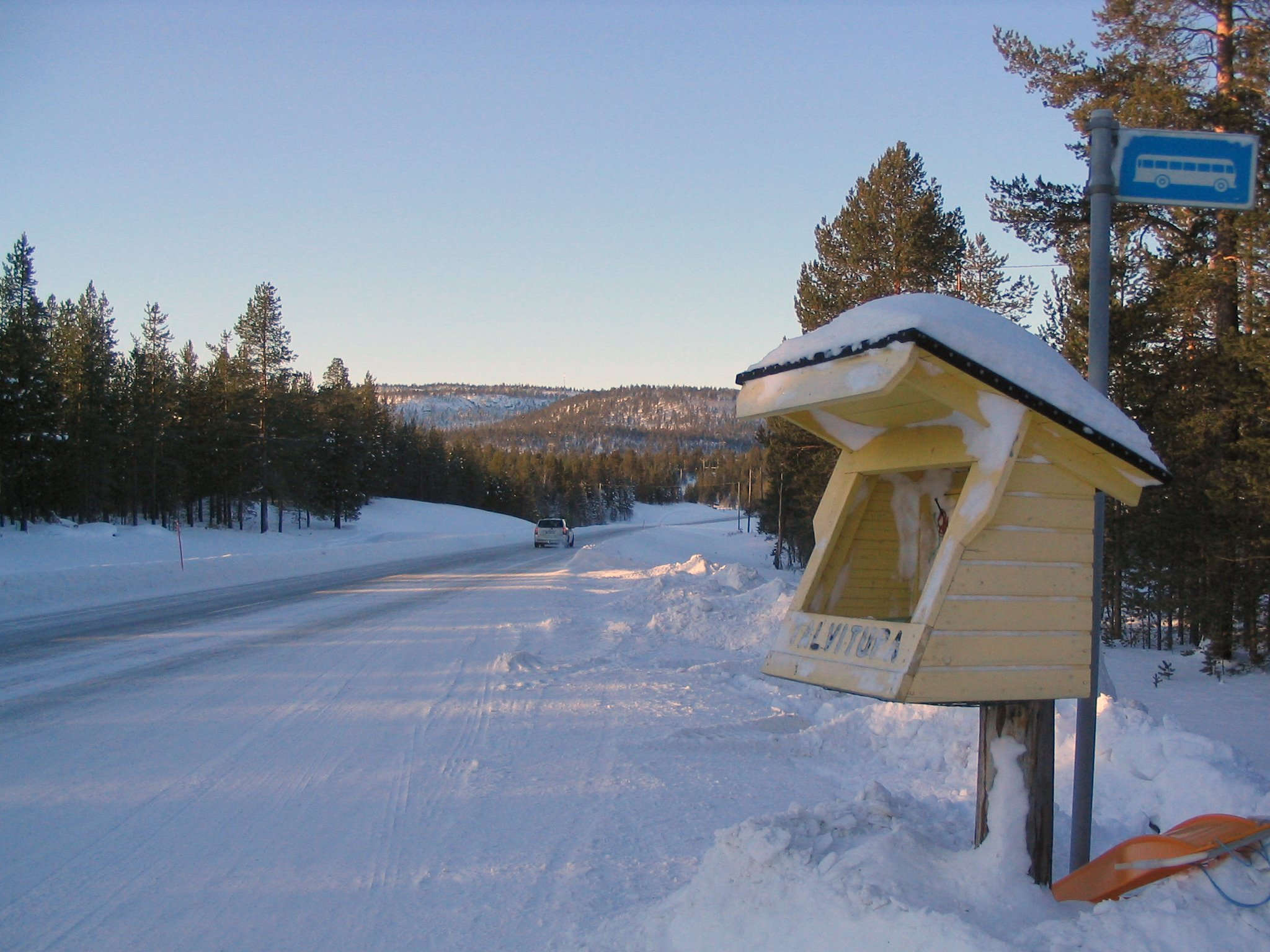
Az E75 Inarinál télen, Finnország
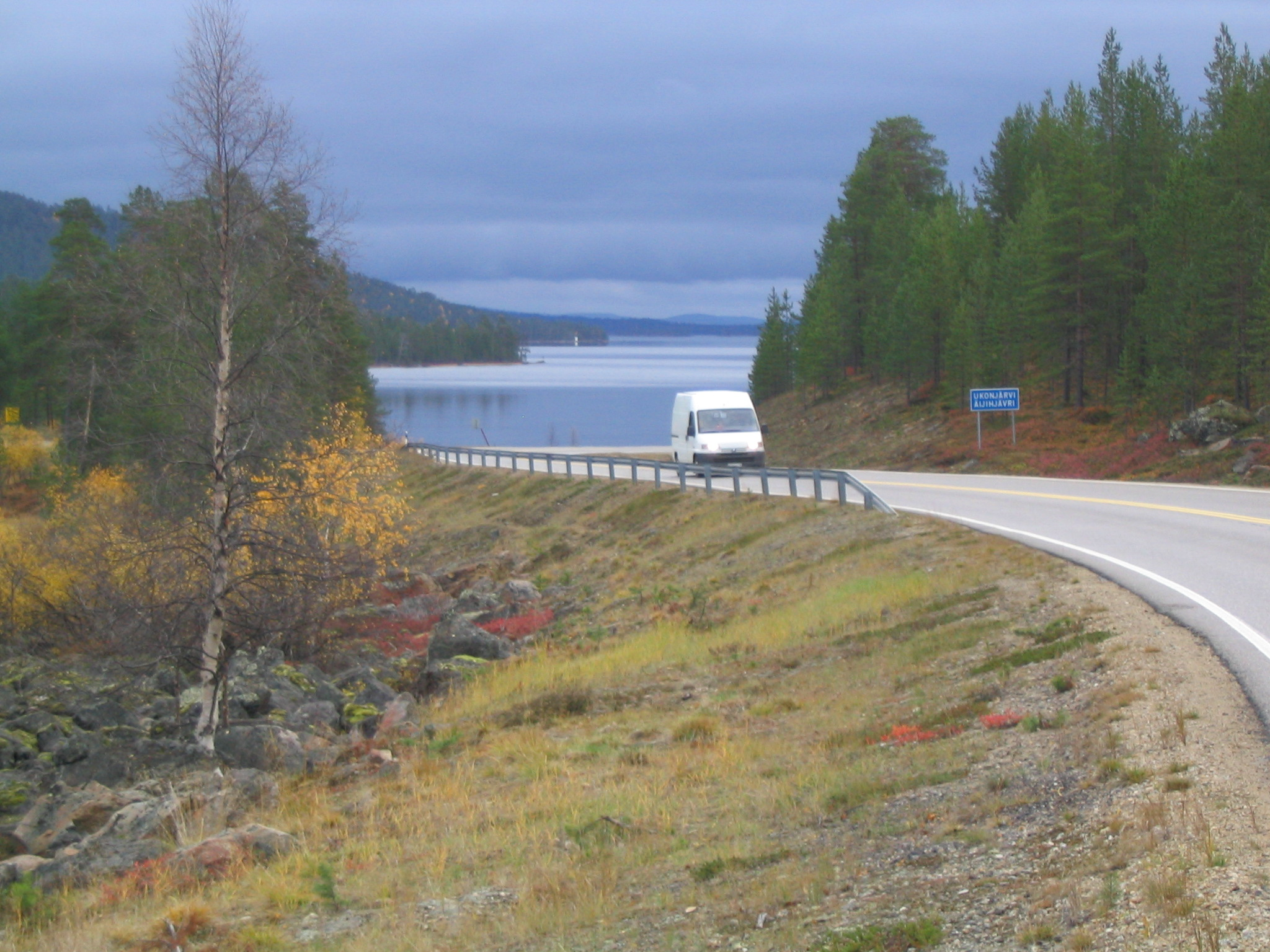
Az E75 Ukonjärvinál, Inariban, Finnország
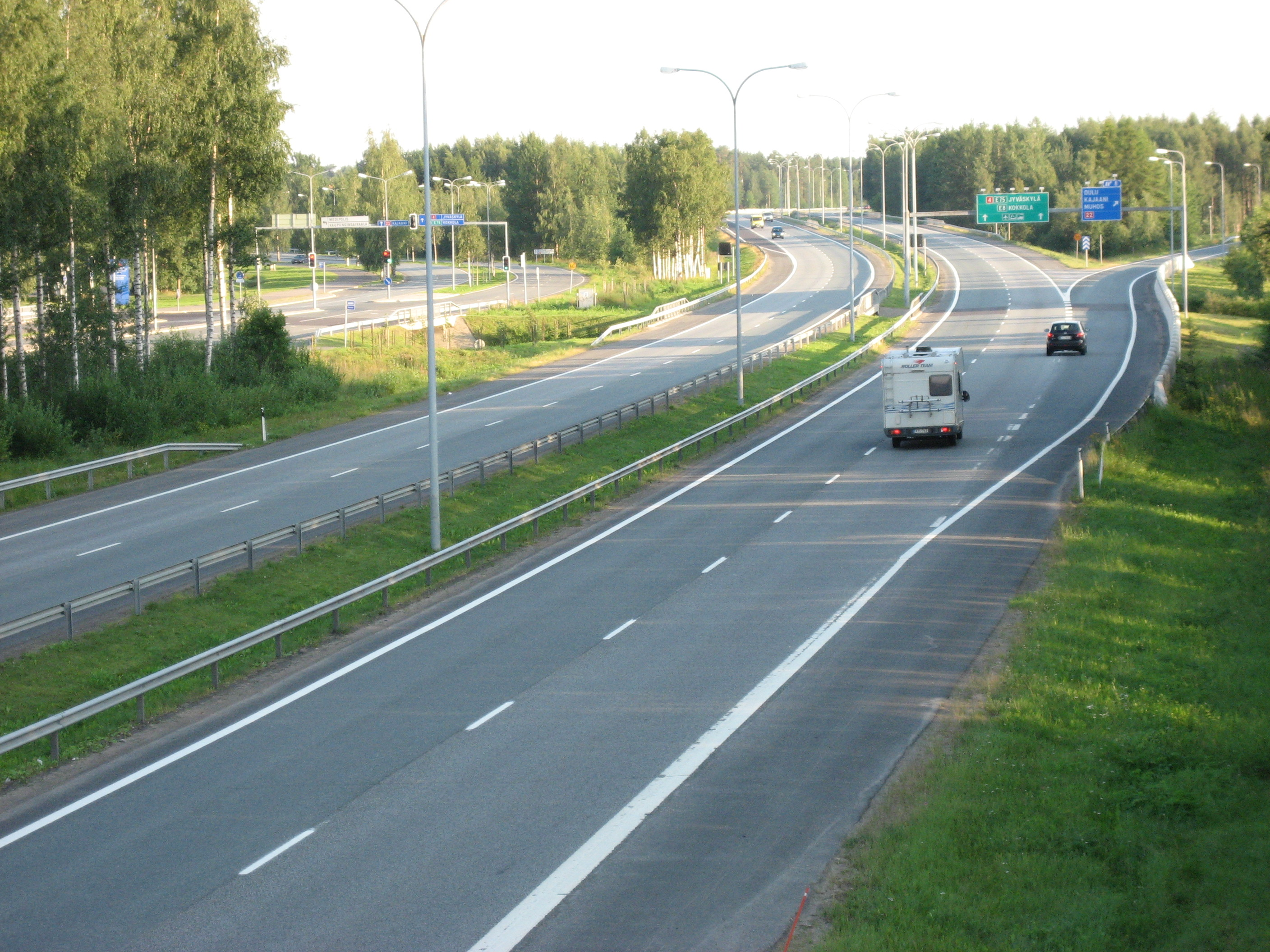
Az E75 Oulunál, Finnország
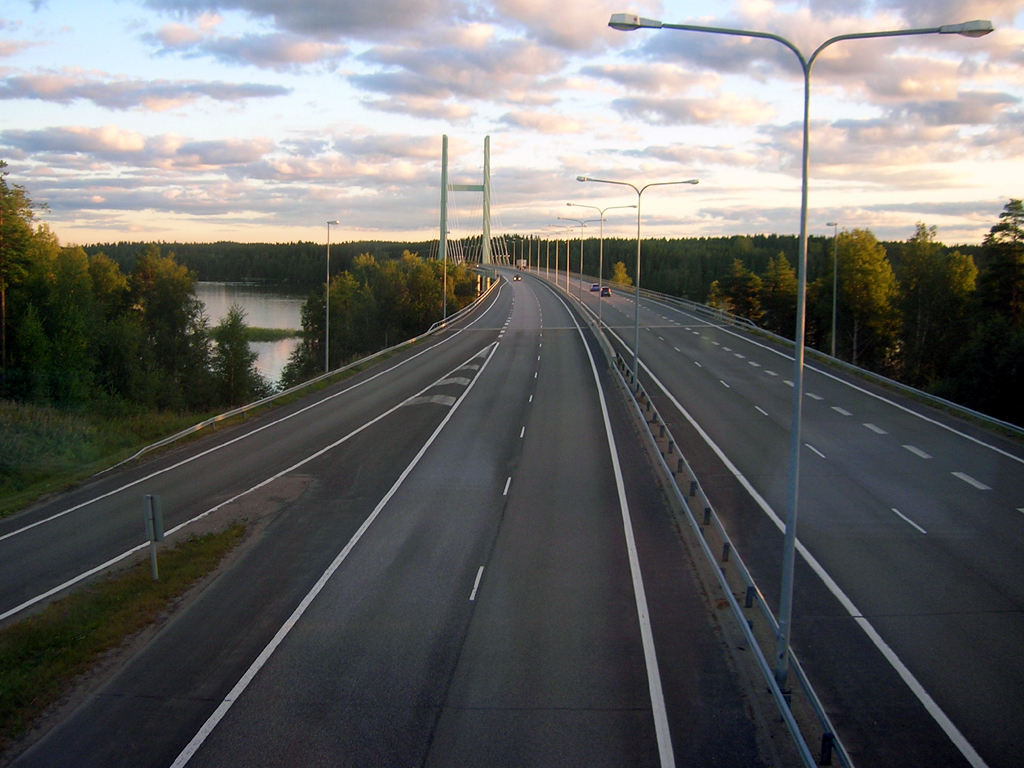
Az E75 Heinola mellett, Finnország
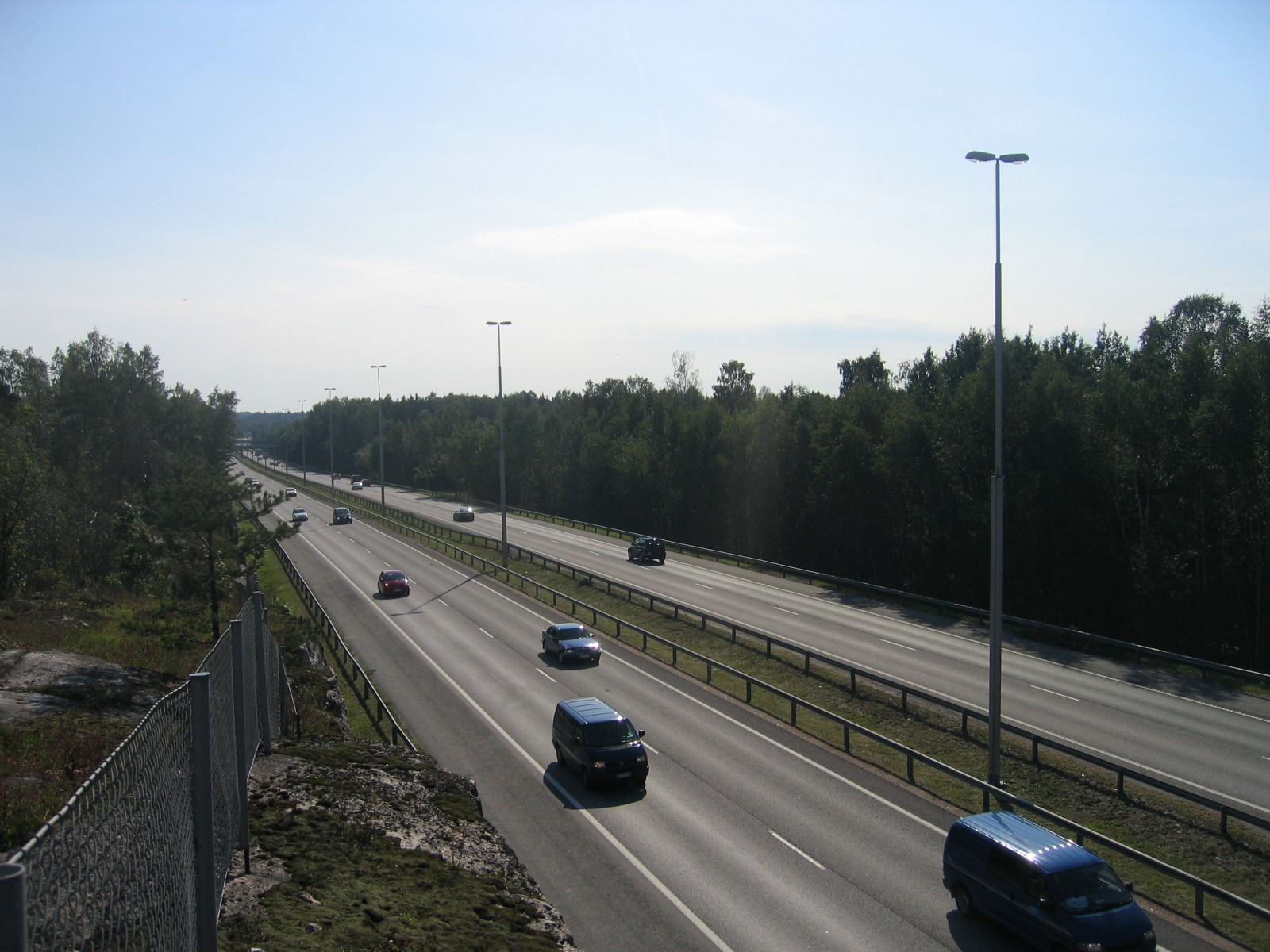
Az E75 Jakomäkinál, Helsinki közelében, Finnország
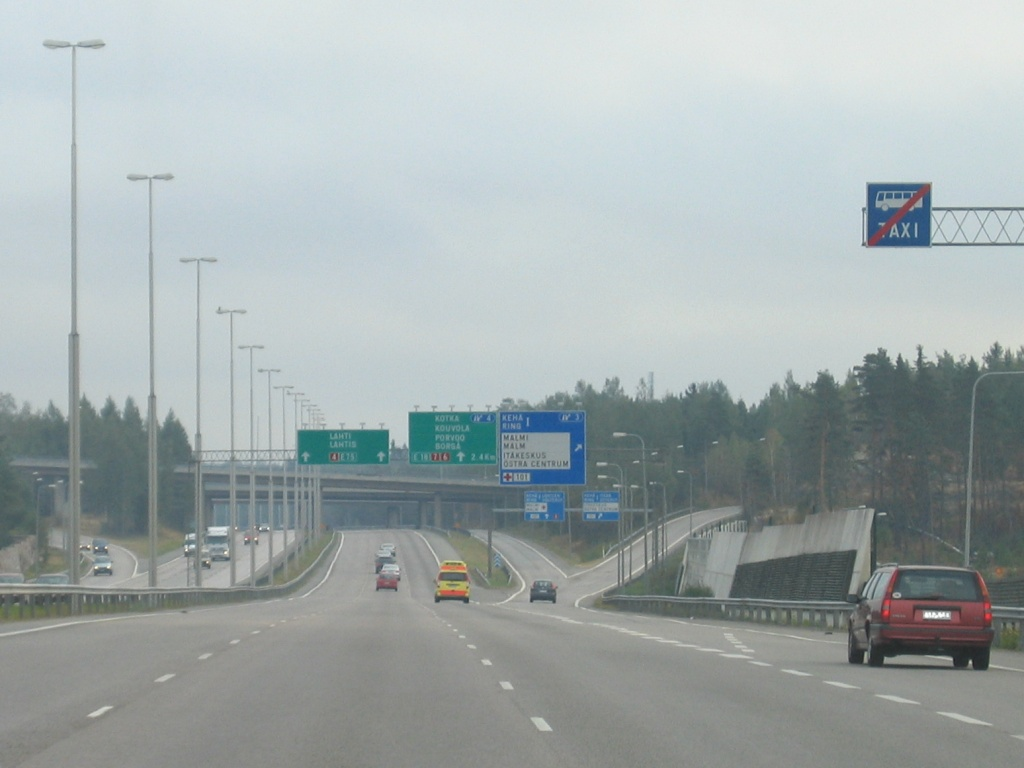
Az E75 Helsinki mellett, Finnország
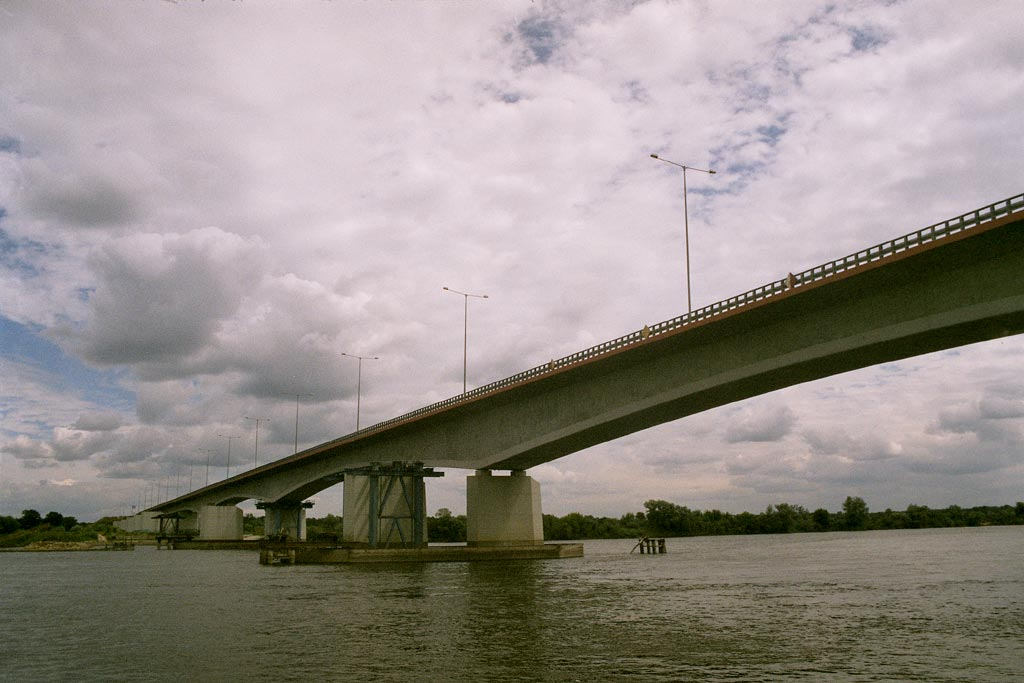
Az E75 a Visztula feletti hídon Toruńban, Lengyelország
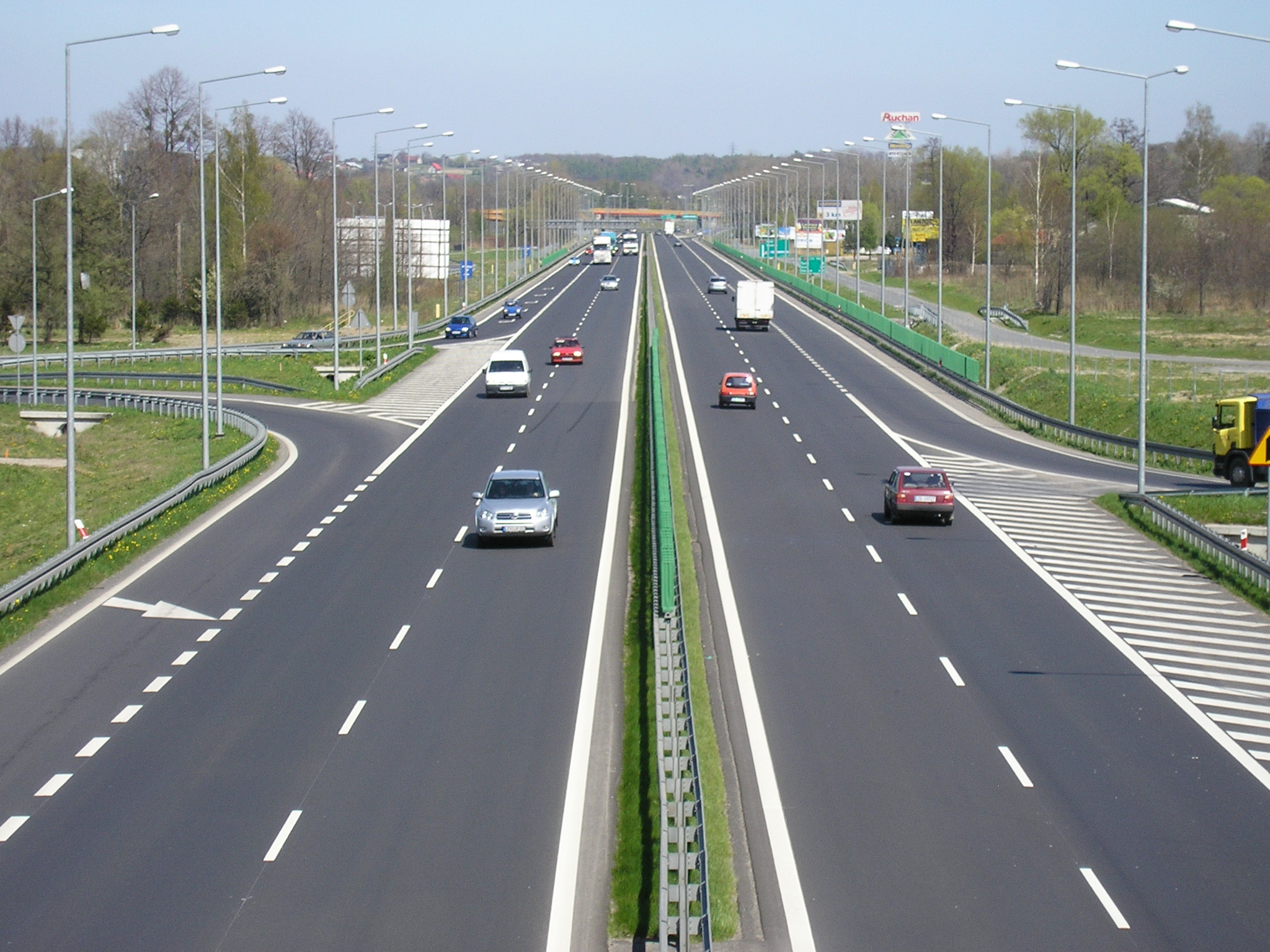
Az E75 Bielsko-Białában, Lengyelország
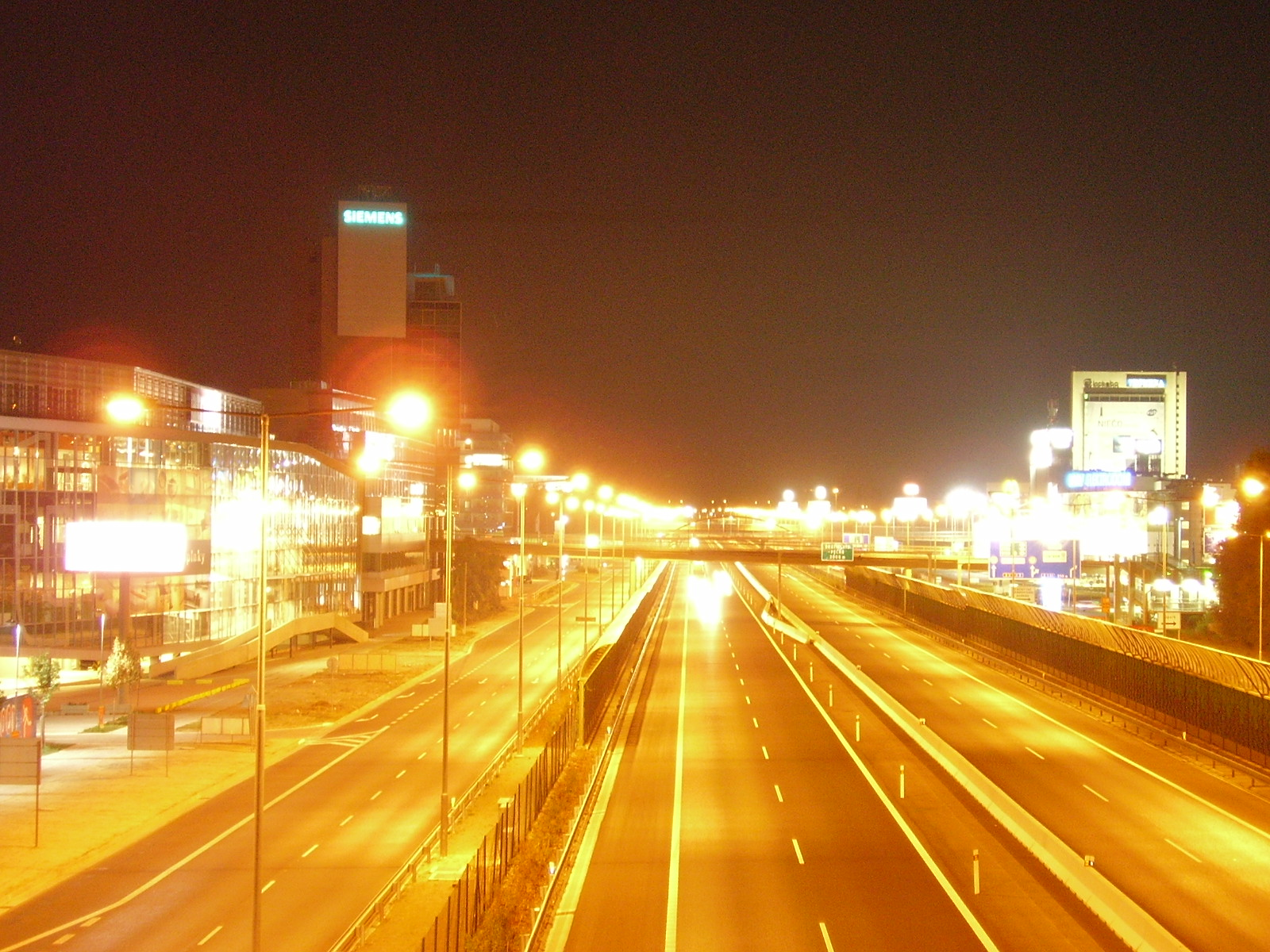
Az E75/D1 Pozsonyban, Szlovákia
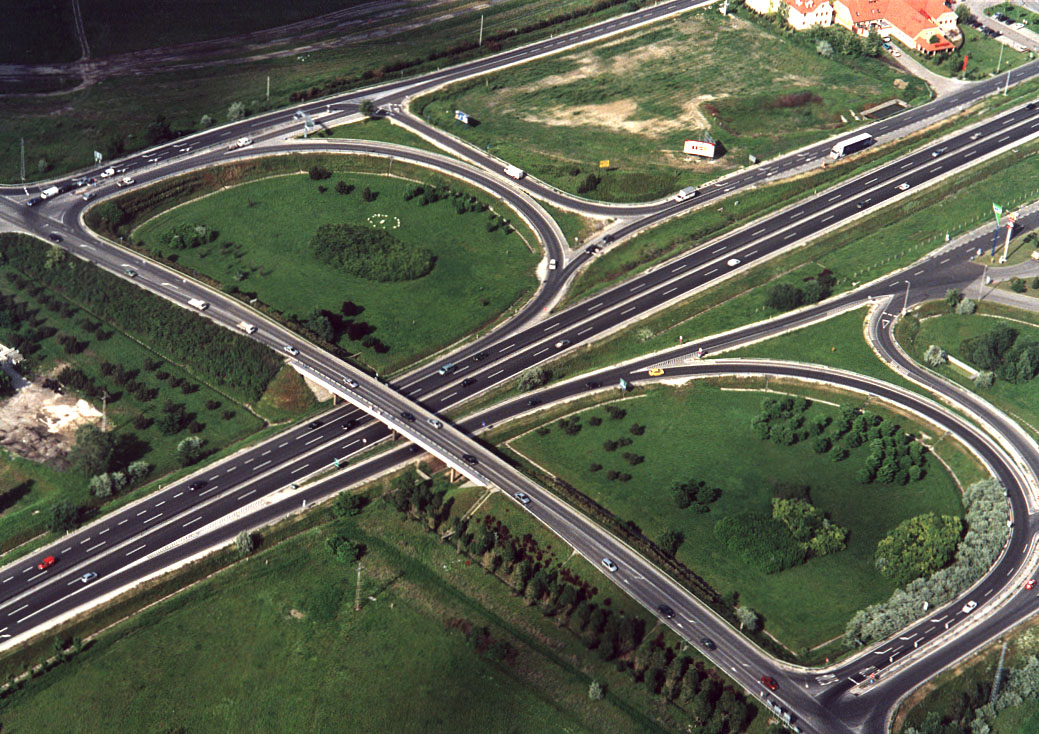
Az E75/M5 Magyarországon
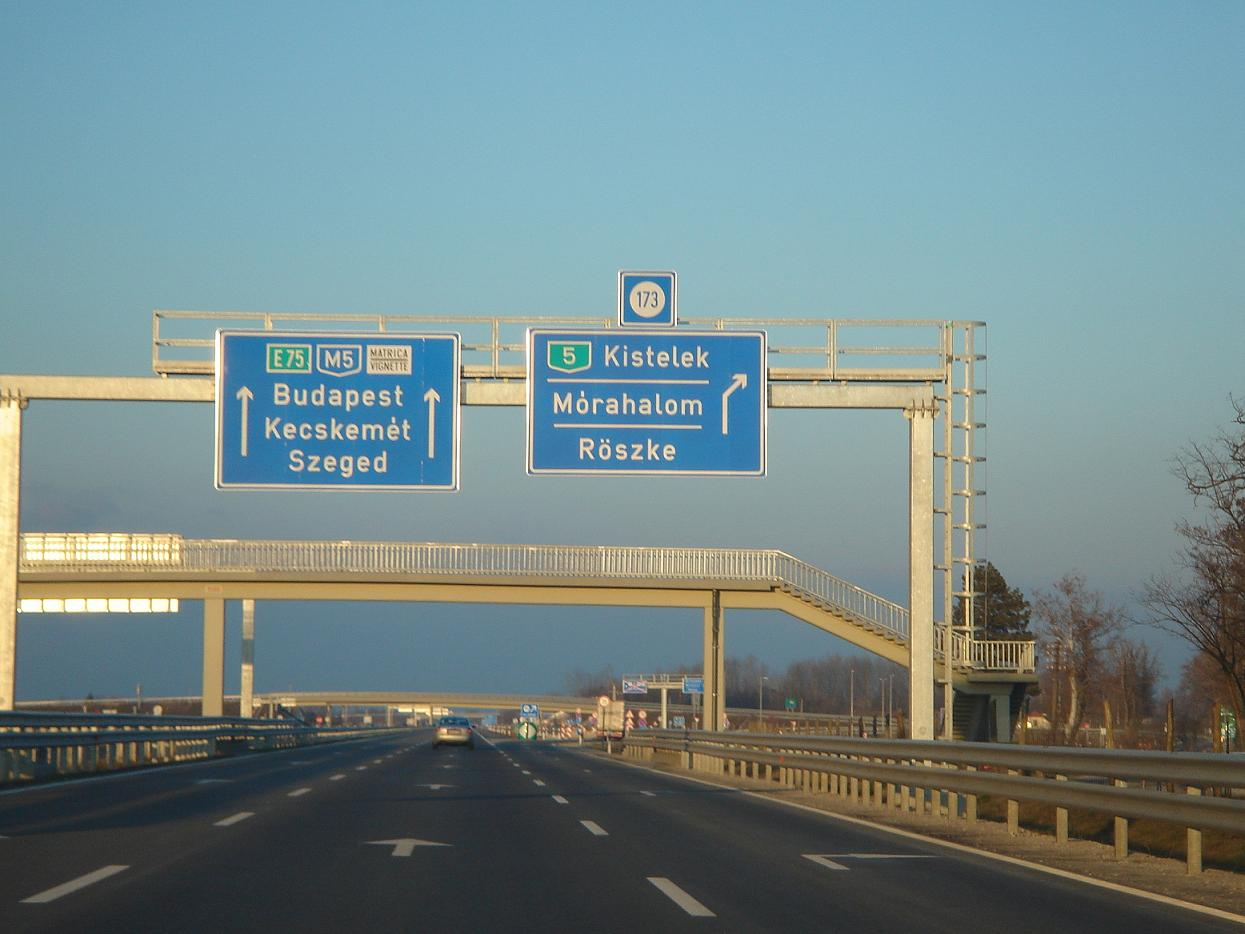
Az E75 Röszkenél, a magyar-szerb határon
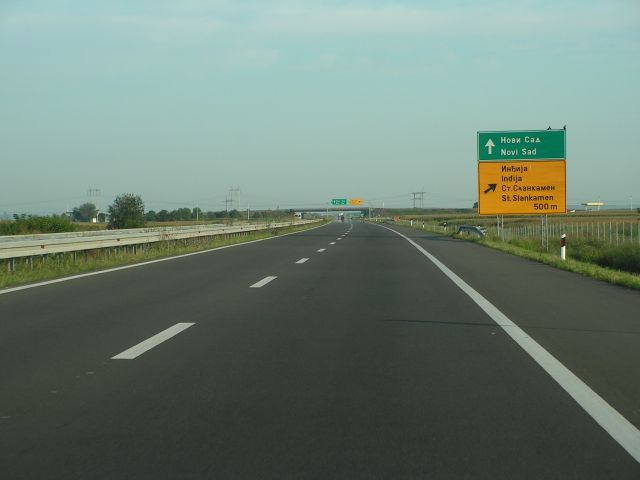
Az E75/A1 India mellett, Szerbia
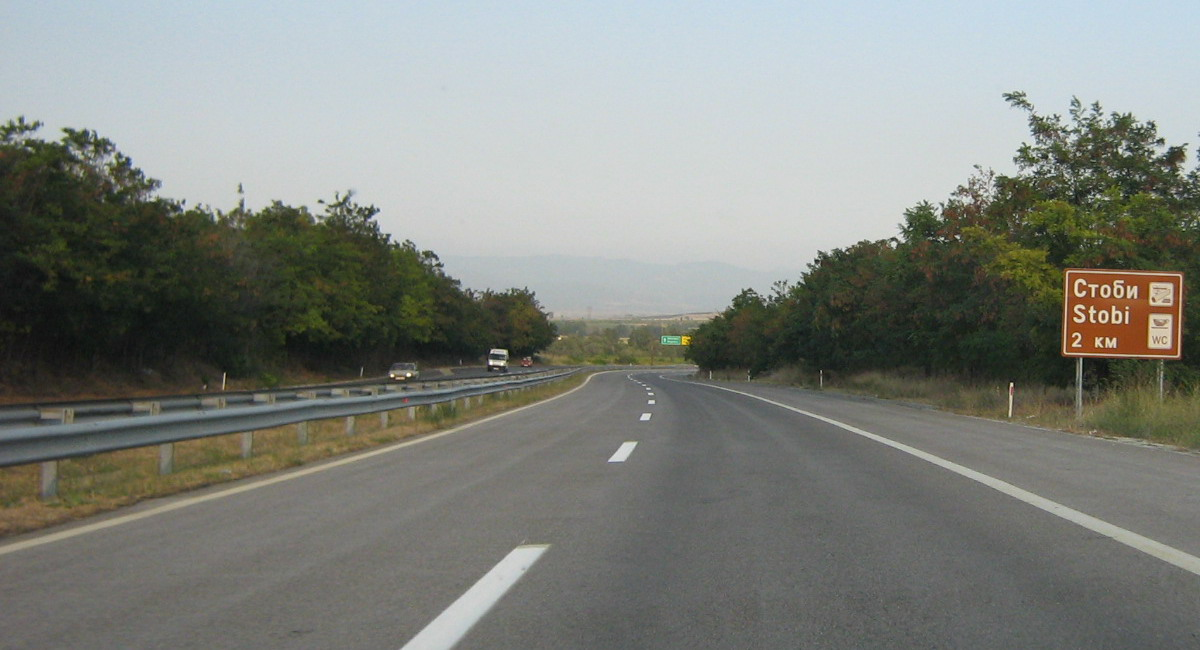
Az E75 Stobinál, Macedónia
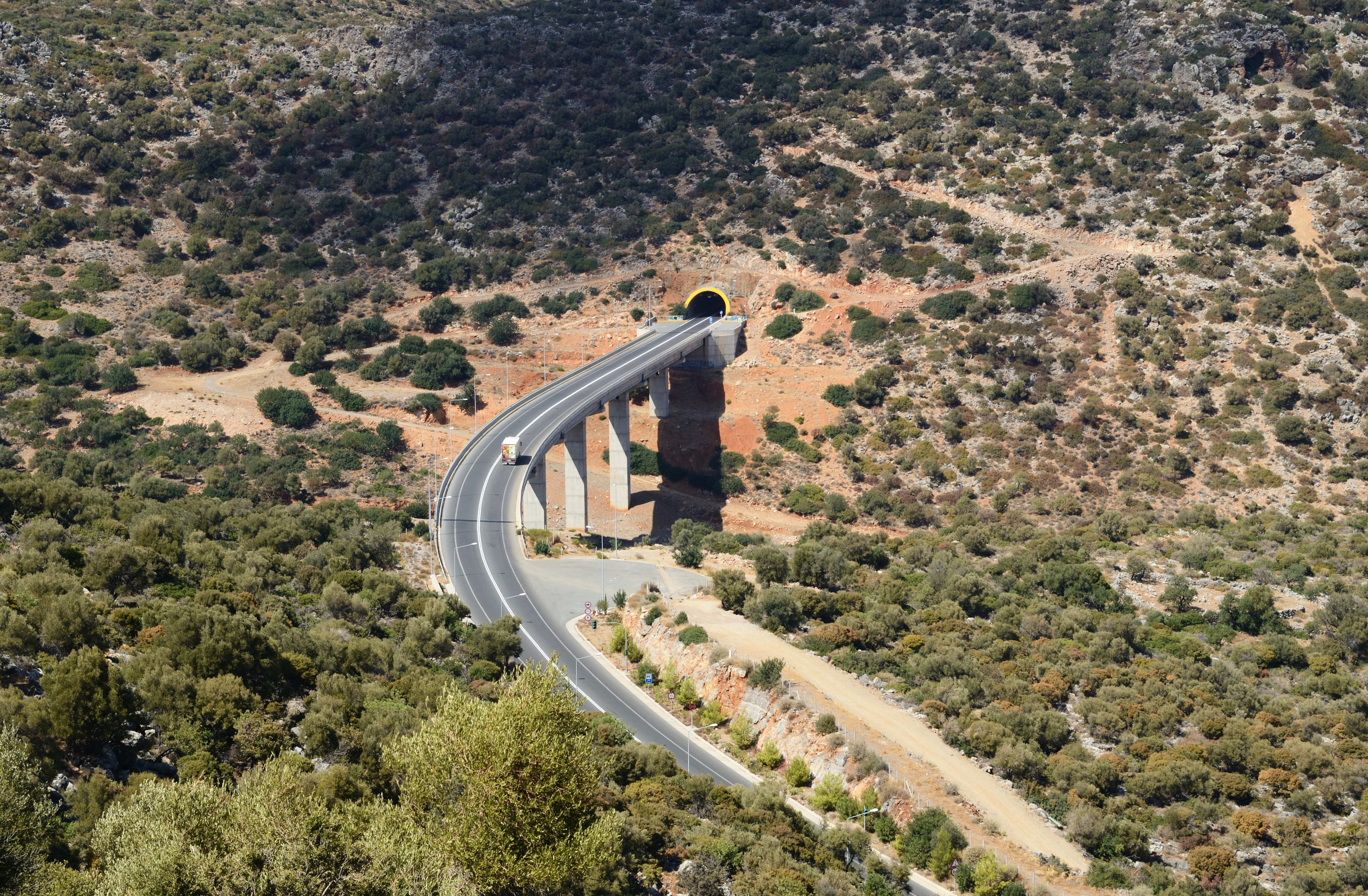
Az E75 Heraklionnál, Görögország